# Фулін ЗПГ
Фулін ЗПГ — завод із виробництва зрідженого природного газу, розташований у центральній частині Китаю в адміністративній одиниці Чунцін.
Сировинною базою виробництва будуть відкриті у окрузі Фулін великі запаси сланцевого газу. Потужність заводу за світовими мірками доволі невелика — 0,68 млн тонн на рік (приблизно 1 млрд м3). В той же час, особливістю проекту є його реалізація у глибині континенту, тоді як традиційні заводи ЗПГ розташовуються на узбережжі та включають порт для прийому великих танкерів-газовозів. Можливо відзначити, що в середині 2010-х років з метою зменшення негативного впливу на довкілля влада Китаю розпочала активну кампанію з переведення опалення та транспорту на природний газ. Цьому вповні відповідають різноманітні проекти з розвитку інфраструктури ЗПГ, включаючи нетрадиційні шляхи його застосування (продукцію Фулін ЗПГ планується використовувати на автомобільному та річковому транспорту Чунціну, Ґуйчжоу та Хунані).
Тестовий запуск заводу припав на грудень 2017 року.